# میهمان مرو
میهمان مرو یک مجموعه تلویزیونی محصول سال ۱۳۷۱ به کارگردانی علاءالدین رحیمی  می‌باشد که از شبکه یک پخش شد.
این سریال به بررسی زندگانی امام رضا و سیاست‌های مأمون می‌پرداخت.

## بازیگران
- علی اوسیوند
- جلیل فرجاد
- محمد حاتمی
- رضا سعیدی
- حسین پرستار
- وحید ترنمی
- یوسف‌دوست
- توفیقی
- مهرتاش